# Ostorhinchus cavitensis
Ostorhinchus cavitensis là một loài cá biển thuộc chi Ostorhinchus trong họ Cá sơn. Loài này được mô tả lần đầu tiên vào năm 1907.

## Từ nguyên
Từ định danh cavitensis được đặt theo tên gọi của vùng Cavite (trên đảo Luzon), nơi đã thu thập mẫu định danh của loài cá này (hậu tố ensis trong tiếng Latinh nghĩa là "thuộc về").

## Phân bố
Từ các vùng biển Đông Nam Á thuộc Tây Thái Bình Dương, O. cavitensis có phân bố về phía tây đến Phuket, phía bắc đến Trung Quốc (phần bờ biển thuộc vịnh Bắc Bộ), phía nam đến Úc (từ vịnh Shark vòng qua phía bắc đến vịnh Moreton), xa về phía đông đến Palau và Tonga.
O. cavitensis sống gần các ám tiêu trên nền đáy bùn trộn lẫn đá vụn hoặc gần mỏm đá, cũng có khi xuất hiện ở rừng ngập mặn và trên thảm cỏ biển, độ sâu đến ít nhất là 30 m (thường thấy ở độ sâu nông hơn 20 m).

## Mô tả
Chiều dài lớn nhất được ghi nhận ở O. cavitensis là 7,5 cm. Sọc giữa thân, từ mõm qua mắt đến cuống đuôi màu vàng nâu, được viền trắng ở trên và dưới. Một sọc khác mảnh hơn màu vàng tươi dọc lưng. Có một đốm đen ở giữa cuống đuôi. Cá con có thân màu vàng với đầu nhạt màu.
Số gai vây lưng: 8; Số tia vây lưng: 9; Số gai vây hậu môn: 2; Số tia vây hậu môn: 8.

## Sinh thái
O. cavitensis là loài ấp trứng bằng miệng.